# 盧紳
盧紳（1491年—1561年），字汝佩，号书庵，陝西西安府咸寧縣（今屬西安市）人，明朝政治人物。官至南京户部尚书。

## 生平
嘉靖元年（1521年）陕西乡试第二十九名举人，嘉靖二年（1523年）聯捷癸未科进士，授四川遂宁县知县。嘉靖七年（1528年），升工部主事，在山西吕梁治水有功。嘉靖十二年（1533年），擢工部员外郎，兼理卫河提举司。嘉靖二十年（1541年），擢為湖广按察司副使，抚治荆南。嘉靖二十三年（1544年），升任江西布政使司参政，分守湖东。嘉靖二十六年（1547年），升贵州按察使。嘉靖二十七年（1548年），升山西右布政使。嘉靖二十九年（1550年），升山东左布政使。
嘉靖三十年（1551年），任顺天府尹。嘉靖三十一年（1552），升户部右侍郎。嘉靖三十三年（1554年），擢為户部左侍郎，兼总督仓场。嘉靖三十五年（1556年），升任南京户部尚书。
嘉靖三十六年（1557年）二月二十四日，言官趙釴、陈志等藉考察拾遗，劾其不职，盧紳与南京礼部尚书闵如霖等同被勒令致仕。嘉靖四十年（1561年）九月二十二日卒于家。

## 家族
曾祖盧椿。祖父盧興。父盧旺，壽官。母周氏；继母王氏。具庆下。兄盧縉、盧經。